# Un nouveau départ pour la Coccinelle
Série La Coccinelle
La Coccinelle à Mexico
(1980) La Coccinelle revient
(2005)
Pour plus de détails, voir Fiche technique et Distribution.
Un nouveau départ pour la Coccinelle (The Love Bug) est un téléfilm américain de Peyton Reed, sorti en 1997.

## Synopsis
La Coccinelle ne remporte plus aucune course. Abandonnée par son nouveau propriétaire, Simon Moore III, elle est sauvée par Hank Cooper, un pilote malchanceux devenu mécanicien. Pour aider ce dernier à retrouver la plus haute marche du podium et l'amour d'Alex, son ancienne fiancée, Choupette reprend la compétition. Elle va devoir affronter Horace, la nouvelle voiture de Simon...
On apprend également au cours de l'intrigue les origines et la création de Choupette et pourquoi c'est une voiture vivante et intelligente.

## Fiche technique
Sauf indication contraire, les informations mentionnées dans cette section peuvent être confirmées par les bases de données cinématographiques IMDb et Allociné,  présentes dans la section « Liens externes ».
- Titre original : The Love Bug
- Titre français : Un nouveau départ pour la Coccinelle
- Réalisation : Peyton Reed
- Scénario : Ryan Rowe, d'après le scénario antérieur de Bill Walsh et Don DaGradi, d'après l'histoire de Gordon Buford
- Musique : Shirley Walker
- Décors : Peg McClellan et Susan Benjamin
- Costumes : Tom Bronson
- Photographie : Russ T. Alsobrook
- Son : Tim Chilton, Tommy Goodwin, Jerry Jacobson, David Yaffe et Reid A. Woodbury Jr.
- Montage : Chip Masamitsu
- Production : Irwin Marcus et Joan Van Horn
  - Production déléguée : Les Mayfield et George Zaloom
  - Coproduction : Ryan Rowe
- Sociétés de production : Walt Disney Television et ZM Productions
- Sociétés de distribution : American Broadcasting Company et Disney-ABC Domestic Television
- Budget : n/a
- Pays de production :  États-Unis
- Langue originale : anglais
- Format : couleur / noir et blanc — 1,33:1 (Format 4/3) — son Stéréo
- Genres : comédie, aventure, drame, fantastique
- Durée : 88 minutes
- Date de diffusion :
  - États-Unis : 30 novembre 1997[1]
  - France : 2 mai 1999[2]
- Classification :
  - États-Unis : la plupart des parents peuvent considérer ce programme comme approprié pour les enfants (TV-G)
  - France : tous publics

## Distribution
- Bruce Campbell (VF : Renaud Marx) : Hank Cooper
- John Hannah (VF : Georges Caudron) : Simon Moore III
- Alexandra Wentworth (VF : Séverine Morisot) : Alex Davis
- Kevin J. O'Connor (VF : Jean-François Vlérick) : Roddy Martel
- Dana Gould (VF : Bernard Metraux) : Rupert
- Harold Gould (VF : Serge Lhorca) : Dr. Gustav Stumpfel
- Micky Dolenz : Donny Shotz
- Burton Gilliam (VF : Francis Lax) : le commentateur de la course mécanique
- Clarence Williams III (VF : Daniel Kamwa) : Chuck
- Dean Jones (VF : Michel Ruhl) : Jim Douglas